# Pizzo
Pour les articles homonymes, voir Pizzo (homonymie).
Pizzo est une commune portuaire de la province de Vibo Valentia en Calabre (Italie), située dans le golfe de Sainte-Euphémie.

## Histoire
L'histoire de Pizzo commence vers l'an 1300 lorsque l'existence d'une communauté de moines basiliens, d'un fort, et d'un village de pêcheurs est documentée. Le nom « Pizzo » (que l'on peut traduire par « bec » ou « pointe ») s'accorde parfaitement avec le promontoire de tuf qui s'avance dans la mer près de l'embouchure de la rivière Angitola.

### Capture et exécution de Murat
Le 8 octobre 1815, le maréchal Joachim Murat, roi de Naples en exil, en route pour tenter de reconquérir son trône, débarque pour se ravitailler à Pizzo avec quelques partisans sous le conseil malveillant de son guide corrompu. Il y est victime d'un piège orchestré par son rival au trône de Naples Ferdinand. Capturé par des soldats, il est emprisonné au château de Pizzo, puis exécuté à la suite d'un procès joué d'avance le 13 octobre. Son corps est enterré dans l'église San Giorgio de Pizzo.

## Économie
La pêche à la bonite et au corail autrefois florissante, est désormais interdite.
Le tourisme et la fabrication de crèmes glacées y sont très développés.

## Culture
Le château aragonais, construit en 1492 sous Ferrante d’Aragon, qui domine la ville, est désormais appelé Castello Murat. Il abrite le musée provincial Joachim Murat.
La chiesetta di Piedigrotta est une petite église rupestre située à 1 km au nord de Pizzo, creusée entièrement dans la tuf et datant de 1675.

## Administration
| Période                                  | Période  | Identité                   | Étiquette     | Qualité                 |
| ---------------------------------------- | -------- | -------------------------- | ------------- | ----------------------- |
| 1997                                     | 2002     | Francescantonio Stillitani | Centre        |                         |
| 2002                                     | 2007     | Giorgio Francesco Falcone  | Centre-gauche |                         |
| 2007                                     | 2011     | Fernando Nicotra           | Centre        |                         |
| 2011                                     | 2012     | Bruno Strati               |               | Commissaire préfectoral |
| 2012                                     | 2019     | Gianluca Callipo           | Centre-gauche |                         |
| 2019                                     | En cours | Antonio Reppucci           |               | Commissaire préfectoral |
| Les données manquantes sont à compléter. |          |                            |               |                         |

### Hameaux
Prangi, Nazionale, Marina, Marinella, Colamaio

### Communes limitrophes
Curinga, Francavilla Angitola, Maierato, Sant'Onofrio, Vibo Valentia

## Jumelages
- Theizé
- Montélimar